# إدوارد مويبريدج

حصان يركض باستخدام صور متتابعة

ادوارد مويبرديدج (بالإنجليزية: Eadweard Muybridge))، عالم بريطاني من أصل هولندي، من مواليد 9 أبريل 1830م وتوفي بتاريخ 8 مايو 1904م، كان رائدا لأولى التجارب لتحريك الصور، وعاش فترة حياته في مدينة سان فرانسيسكو. تبنى الاسم الأول إدوار باعتباره الشكل الأنجلو ساكسوني الأصلي للملك إدوارد، ويُعتقد أن لقب مويبريدج اسم قديم أيضًا.
وُلد في إنجلترا وهاجر في سن العشرين إلى أمريكا، وعمل كبائع للكتب، ذهب أولًا إلى نيويورك ثم لاحقًا إلى سان فرانسيسكو، وفي رحلة العودة إلى أوروبا في عام 1860 تعرض لأذيات خطيرة في رأسه إثر تحطم مركبة السفر في ولاية تكساس. أمضى السنوات القليلة اللاحقة يتعافى في إنجلترا، إذ تعلم التصوير الفوتوغرافي الاحترافي وتعلم عملية الكولوديون الرطب أو التصوير باللوحة الرطبة (وهي تقنية تصوير قديمة كانت تُستخدم فيها لوحة زجاجية مغطاة بطبقة من الكولوديون الميودن)، وحصل على براءتي اختراع بريطانيتين على الأقل لاختراعاته. عاد إلى سان فرانسيسكو في عام 1867. وفي عام 1868، عرض صورًا فوتوغرافية كبيرة لوادي يوسميت ما جعله مشهورًا عالميًا.
في عام 1874 أطلق مويبريدج النار على هاري لاركيز الأكبر -عشيق زوجته- وقتله، وتمت تبرئته في المحاكمة أمام هيئة المحلفين بحجة القتل المبرر. وفي عام 1875 سافر إلى أمريكا الوسطى في حملة تصويرية، وبقي فيها لأكثر من سنة.
يُعرف إدوارد اليوم بعمله الرائد كمصور لحركة الحيوانات في عامي 1877 و1878 الذي استخدم فيه كاميرات متعددة لالتقاط حركة الحيوانات باستخدام تقنية تصوير ستوب موشن «إيقاف الحركة»، واستخدم أيضًا الزوبراكسكوب، وهو جهاز لعرض الصور المتحركة التي تسبق شريط الفلم المثقب المرن، ويُستخدم في التصوير السينمائي. في الثمانينات من القرن التاسع عشر دخل إدوارد في فترة مثمرة جدًا في جامعة بنسيلفانيا في فيلادلفيا، إذ أنتج أكثر من 100,000 صورة متحركة للحيوانات والبشر، والتقط ما لا يمكن أن تميزه العين البشرية على أنه حركة مستقلة.

خلال سنواته الأخيرة، ألقى مويبريدج العديد من المحاضرات والإيضاحات العامة عن عمله في التصوير وعن تسلسلات الصور المتحركة المبكرة، وعاد مرارًا إلى إنجلترا وأوروبا لينشر أعماله. بالإضافة إلى ذلك، حرر مجموعة من أعماله ونشرها، إذ أثرت بشكل كبير على العاملين في مجال الفنون المرئية وساهمت في تطوير مجالات التصوير العلمي والمهني. عاد إلى وطنه إنجلترا عام 1894 واستقر بها بشكل دائم. وفي عام 1904 افتُتح متحف كينغسنون -الذي يحوي مجموعة من معداته- في مسقط رأسه.

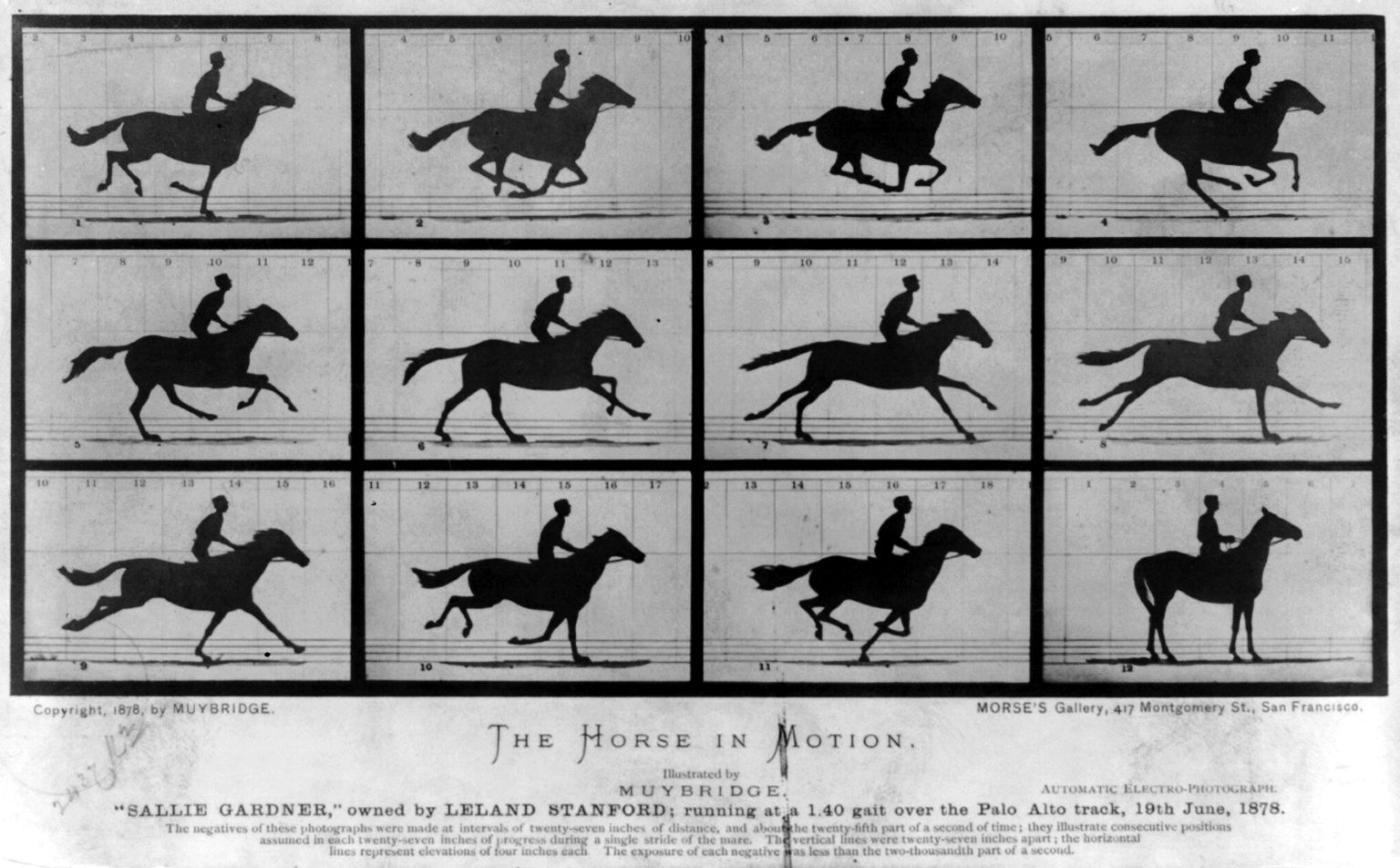
عمل ادوارد الشهير لتحريك الصور.

## ألقابه
وُلد إدوارد جيمس مويبريدج ونشأ في إنجلترا وغير اسمه عدة مرات، إذ استخدم في البداية اللقب موجريدج. واستخدم فيما بعد مويجريدج في الولايات المتحدة عام 1855.
استخدم بعد عودته من بريطانيا إلى الولايات المتحدة في عام 1867 اللقب مويبريدج. بالإضافة إلى ذلك استخدم الاسم المستعار هيليوس (بمعنى إله الشمس) لتوقيع العديد من صوره. واستخدم هذا الاسم أيضًا لتسمية الاستوديو الخاص به ثم أعطاه لابنه الوحيد فلورادو كاسم أوسط، أي أصبح اسمه فلورادو هيليوس مويبريدج المولود في عام 1874.
أثناء سفره في عام 1875 لإجراء حملته التصويرية في دول أمريكا الوسطى المتحدثة باللغة الإسبانية، أعلن إدوارد عن أعماله ونشرها تحت اسم إدواردو سانتياغو مويبريدج في مدينة غواتيمالا. وبعد رحلة أجراها إلى إنجلترا في عام 1882 غير تهجئة اسمه الأول إلى إدوارد، وهو الشكل الإنجليزي القديم لاسمه. ربما كانت التهجئة مشتقة من تهجئة اسم الملك المسيحي إدوارد كما هو ظاهر على قاعدة حجر التتويج في بلدة كينغستون الذي أُعيد تشييده في عام 1850 في مدينته على بعد 100 ياردة من منزل عائلة مويبريدج في مرحلة الطفولة. استخدم اسم إدوارد مويبريدج "Eadweard Muybridge" لبقية حياته المهنية، لكن شاهد قبره حمل اسم "Eadweard Maybridge".

## حياته الباكرة ومهنته
وُلد مويبريدج في بلدة كينغستون قرب نهر التيمز في مقاطعة «سري» في إنجلترا بتاريخ 9 أبريل عام 1830. والداه جون وسوزانا موجريدج، وكان لديه ثلاثة أخوة. كان والده تاجرًا للحبوب والفحم، وكانت لديه محلات تجارية في الطابق الأرضي من منزلهم المجاور لنهر التيمز في الشارع الرئيس رقم 30. عاشت الأسرة في غرف الطوابق العلوية. واصلت والدته العمل بعد وفاة والده في عام 1843. انتقل ابن عمه نورمان سيلفي -الذي نشأ أيضًا في كينغستون بالقرب من نهر التيمز- إلى أستراليا وأصبح مهندسًا مشهورًا على خطى أفراد أسرته. أجداده الأكبر روبرت موجريدج وهانا تشارمان كانا يملكان مزرعة. وكان ولدهما الأكبر جون موجريدج (1756-1819) جد إدوارد وكان القرطاسي (بائع الأقلام وأدوات الكتابة) الذي علم إدوارد العمل. كان العديد من أعمامه وأبناء عمومته -بما فيهم هنري موجريدج (شريف لندن)- تجارًا للذرة في مدينة لندن. وجميعهم ولدوا في بلدة بانستيد في مقاطعة سري. عاش شقيق إدوارد الأصغر جورج الذي ولد في عام 1833 مع عمهم سامويل في عام 1851، وذلك بعد وفاة والدهما عام 1843.
هاجر مويبريدج إلى الولايات المتحدة في سن العشرين ووصل إلى مدينة نيويورك. وانتقل بعد خمس سنوات إلى مدينة سان فرانسيسكو عام 1855، أي بعد سنوات قليلة من إعلان كاليفورنيا ولاية للولايات المتحدة الأمريكية، عندما كانت سان فرانسيسكو عاصمة ما يدعى حمى الذهب. بدأ حياته المهنية كوكيل ناشر لشركة لندن للطباعة والنشر بالإضافة إلى عمله كبائع للكتب. كانت المدينة مزدهرة في ذلك الوقت، إذ كان فيها نحو 40 مكتبةً و60 فندقًا، بالإضافة إلى مجموعة من استوديوهات التصوير الفوتوغرافي. وفي وقت لاحق من حياته، كتب عن المرحلة من حياته التي قضى فيها بعض الوقت في مدينة نيو أورلينز خلال سنواته الأولى في الولايات المتحدة.

## الحادث الخطير الذي تعرض له والتعافي منه
بحلول عام 1860 كان مويبريدج بائعًا ناجحًا للكتب. ترك مكتبته ليديرها شقيقه، واستعد للإبحار إلى إنجلترا لشراء المزيد من الكتب النادرة. لكن فاته القارب، وبدلًا من ذلك غادر سان فرانسيسكو في يوليو عام 1860 للسفر بمركبة على الطريق الجنوبي لمدينة سانت لويس بالسكة الحديدية إلى مدينة نيويورك، ثم بسفينة إلى إنجلترا.
في وسط تكساس، عانى مويبريدج من أذيات شديدة في رأسه إثر تحطم مركبة السفر التي كان يستقلها في الطريق، وتأذى أيضًا كل المسافرين على متنها وقُتل واحد منهم. أدى الحادث إلى قذف جسد مويبريدج من العربة واصطدام رأسه بصخرة أو جسم صلب غير معروف. نُقل بعد ذلك مسافة 150 ميلًا (240 كيلو متر) إلى مدينة فورت سميث في ولاية أركنساس ليتلقى العلاج (حيث كانت ذكرياته الأولى بعد الحادث). بقي فيها لثلاثة أشهر في محاولة للتعافي من الأعراض التي عانى منها، والتي تضمنت ازدواجية في الرؤية والتفكير المشوش وضعفًا في حاستي الذوق والشم بالإضافة إلى مشكلات أخرى. ذهب إلى مدينة نيويورك وواصل فترة علاجه لمدة عام تقريبًا قبل أن يتمكن من الإبحار إلى إنجلترا.
توقع الطبيب آرثر بّي شيمامورا الاختصاصي في علم النفس من جامعة كاليفورنيا في بركلي بأن مويبريدج كان يعاني من أذيات خطيرة في القشرة الجبهية الحجاجية، ممتدة غالبًا إلى الجزء الأمامي من الفص الصدغي، ما أدى إلى ظهور سلوك انفعالي غريب الأطوار عند إدوارد في السنوات التالية كما ذكر أصدقائه، إضافة إلى تحرير قدراته الإبداعية من قيود المجتمع التقليدية. لا توجد اليوم علاجات فعالة لمثل هذا النوع من الأذيات في هذه الأيام.
أثناء تعافيه في إنجلترا وتلقيه للعلاج من السير ويليام غول، تولى مويبريدج مجالًا جديدًا في عمله في التصوير الاحترافي في وقت ما بين عامي 1861 و1866. قال مويبريدج لاحقًا بأنه غيّر مهنته بناءً على اقتراح طبيبه. إذ تعلم عملية الكولوديون الرطب في إنجلترا، وربما تأثر ببعض المصورين الإنجليز العظماء في تلك السنوات مثل جوليا مارغريت كاميرون. وحصل أيضًا خلال هذه الفترة على براءتي اختراع بريطانيتين على الأقل لاختراعاته، كان ضمنها تحسين تقنيات الطباعة وصنع جهاز لغسل الملابس وغيرها من المواد القماشية الأخرى.

## وصلات خارجية
- إدوارد مويبريدج على موقع IMDb (الإنجليزية)
- إدوارد مويبريدج على موقع الموسوعة البريطانية (الإنجليزية)
- إدوارد مويبريدج على موقع ميوزك برينز (الإنجليزية)
- إدوارد مويبريدج على موقع إن إن دي بي (الإنجليزية)
- إدوارد مويبريدج على موقع ديسكوغز (الإنجليزية)
- إدوارد مويبريدج على موقع قاعدة بيانات الفيلم (الإنجليزية)

- Muybridge and the Movies
- Eadweard Muybridge's Animal Locomotion, via Boston Public Library's Flickr collections
- قالب:Victorian Cinema
- The Eadweard Muybridge Online Archive provides access to most of Muybridge's motion studies, at printable resolutions, along with a growing number of animations.
- The Compleat Muybridge Chronology,Comparative Timeline,Blog,Booklist,Texts,Memorials,Portrait Gallery,Comprehensive Links.
- Tesseract 20 Min experimental film telling the story of Eadweard Muybridge's obsession with time and its image at the turn of the century.
- Animation made of the first moving pictures in film history by Carola Unterberger-Probst
- Burns, Paul. The History of the Discovery of Cinematography An Illustrated Chronology
- Valley of the Yosemite, Sierra Nevada Mountains, and Mariposa Grove of Mammoth Trees by Eadweard Muybridge, 1872 online photo collection, The Bancroft Library
- 1872, Yosemite American Indian Life Muybridge was one of the most prolific photographers of early Yosemite American Indian life.
- Link to The Muybridge Collection at Kingston Museum, كينغستون  [لغات أخرى]‏, Surrey.
- The University of South Florida Tampa Library's Special Collections Department retains copies of Muybridge's 11-volume Animal Locomotion Studies and similar publications by E.-J. Marey
- Website for the Film: Freezing Time on the life of Muybridge directed by أندي سركيس and written by Keith Stern
- "Eadweard Muybridge". Photography. متحف فكتوريا وألبرت. مؤرشف من الأصل في 2012-04-13. اطلع عليه بتاريخ 2007-11-11.
- Eadweard Muybridge stereoscopic photographs of the Modoc War, via Calisphere, California Digital Library
- Human and Animal Locomotion, via the USC Digital Library at the جامعة كاليفورنيا الجنوبية.
- Teacher's Guide: Eadweard Muybridge, Harold Edgerton, and Beyond: A Study of Motion and Time — a 2-part introduction to the work of Muybridge and Edgerton, written at a high school level.
- Eadweard J. Muybridge 182 Birthday Google Doodle